# Grad Hohenwerfen
Grad Hohenwerfen (nemško Festung Hohenwerfen) je srednjeveški grad na skali, ki leži na nadmorski višini 697 m nad prepadom s pogledom na avstrijsko trško mesto Werfen v dolini reke Salzach, približno 40 kilometrov južno od Salzburga. Trdnjavo obdajajo Berchtesgadenske Alpe in sosednje pogorje Tennengebirge in je 'sestra' trdnjave Hohensalzburg, obe so zgradili salzburški nadškofje v 11. stoletju.

## Lega
Trdnjava Hohenwerfen stoji sredi severnih apneniških Alp v Pongau in je po svoji postavitvi primerljiva s trdnjavo Hohensalzburg, ki je bila zgrajena v istih letih.
Grad je jasno viden s severa in juga, na severnem koncu trga Werfen na skalnem ostrogu, ki se dviga 113 m nad reko Salzach, na grajskem griču Werfen (697 m nadmorske višine). S hribom Gesengköpfl (885 m nadmorske višine) tvori naravni prelaz (Werfener Bichel), med Gesengköpfl in Zetzenbergkogel (740 m nadmorske višine) pa Salzach tvori tudi ozko sotesko. Ta prehod je edini dostop do prelaza Lueg z juga (vmes je Tennecker Kessel) in s tem strateška ključna točka na starodavni alpski poti ob reki Salzach proti jugu, ki je Salzburg povezal z Gradcem in jugovzhodno Evropo ter Benetkami in celotno Italijo, prav tako pa dostop Salzburga do njegovih gorskih verig, Innergebirge. Hohenwerfen je bil razgledna utrdba mesta Salzburg na jugu.

## Zgodovina
Utrdba je bila zgrajena med letoma 1075 in 1078 po naročilu salzburškega nadškofa Gebharda v času investiturnega boja z nemškim kraljem Henrikom IV, in je predstavljala strateško mesto na 113 metrov visoki skali. Gebhard, zaveznik papeža Gregorja VII. in vojvode Rudolf Rheinfeldškega, je imel vzdolž reke Salzach, za zaščito poti čez Vzhodne Alpe pred silami nemškega kralja Henrika IV., tri večje gradove: Hohenwerfen, Hohensalzburg in grad Petersberg pri Brežah (Friesach) na Koroškem.
Gebhard gradova Hohenwerfen in trdnjavo Hohensalzburg zgradil na hitro, vendar oba v veliko manjši obliki kot so današnje zgradbe. Prva zgradba na Hohenwerfnu je obsegala obročna stena približno 35 × 35 metrov z majhen palas in grajsko kapelo; od obeh je še danes ohranjenih le nekaj drobcev stene. Hitra gradnja gradu ni zaščitila samo škofovskega mesta s svojim cerkvenim zakladom, ampak je kralju tudi preprečila, da se je vrnil skozi vzhodne alpske prelaze, potem ko je potoval v Canosso. Leta 1078 je moral Gebhard pobegniti iz nadškofije; leta 1086 se je vrnil s podporo bavarskega vojvode Welfa I. in leta 1088 umrl v Hohenwerfnu.
V naslednjih stoletjih je Hohenwerfen služil vladarjem Salzburga, nadškofom, ne le kot vojaško oporišče, temveč tudi kot bivališče in lovska rezidenca. V letih 1127 do 1142 je nadškof Konrad I. zgradil večji nov palas, dodan pod pravim kotom na starejšega, ki ga je povezovala z grajsko kapelo. Oba palasa sta bila integrirana v neprekinjen grajski zid in tvorila veliko kocko monumentalnega videza, kot jo je še danes mogoče videti. Dvorana z dvema nadstropjema v kleti nove stavbe je verjetno služila kot hišna shramba, v srednjem nadstropju, ki je imelo samo okna na dvoriščni strani, kot prostor za bivanje za dvor, vrhnje glavno nadstropje pa je bila neprekinjena dvorana, ki je imela na zunaj edino veliko biforno okno. Tudi kapela je bila razširjena. Leta 1983 so odkrili fragmente fresk iz tega obdobja, med njimi svetopisemsko Bitka angelov proti kurbi Babilonski, ki jo je mogoče razlagati kot simbol bitke papeške strani proti cesarjem. Tu je tudi vitez v ogrinjalu iz 12. stoletja, na čigar mandljevem ščitu je latinski napis, ki pomeni: »Lahko pride ves svet, nihče ne bo šel nekaznovan mimo«.
Sto let po križarskih vojnah so nato naredili strelnice, izzidke, cvinger in stranske stolpe. Potem so salzburški nadškofi v veliki meri prenehali graditi.
Trdnjava je bila požgana in poškodovana leta 1525 med kmečko vojno. Med poznejšo obnovo pod nadškofom Matthäusom Langom so preuredili obokano zgradba, na kateri je bila čuvajnica in majhen bastijon s stolpom, pa tudi oblikovanje pokritega hodnika (Riemergang) in temnega stopnišča. Do 1534 so bile narejene izboljšave utrdb ob bližajoči se turški grožnji. Kot graditelj te na novo zgrajene trdnjave se omenja nadškof Johann Jakob Khuen iz Belasyja, ki je grad obnovil s pomočjo italijanskih gradbenikov. Skoraj je dobil značaj današnjega gradu. Khuenov naslednik Wolf Dietrich von Raitenau je bil tu nekaj tednov zaprt , potem ko so ga bavarske čete zajele, preden so ga dosmrtno zaprli v Hohensalzburgu. Nadškof Pariz Lodron je poskušal rešiti nadškofijo pred zapleti tridesetletne vojne; poleg okrepitve stanovanjskega dela je okrepil tudi obrambo.
Po sekularizaciji Salzburga leta 1803 je grad padel pod bavarsko oblast, dokler ga ni nadvojvoda Janez obnovil od 1824 do 1833 in nato uporabil kot lovski dom. Leta 1898 je nadvojvoda Evgen pridobil posest in jo razširil za svoj knežji sedež. Tu je bila tudi njegova velika zbirka umetnosti in orožja.
Drugače je bil uporabljen kot državni zapor, zato je imel nekoliko zlovešč ugled. Njegovi zaporniški zidovi so bili priča tragični usodi številnih zločincev, ki so tam preživeli svoje dni - morda tudi zadnje - v nečloveških razmerah, občasno pa so bili tam zaprti tudi različni visoko uvrščeni plemiči, vključno z vladarji, kot je bil nadškof Adalbert III., ki ga je aretiral lastni ministerial leta 1198, grof Albert Friesach (leta 1253), štajerski guverner Siegmund von Dietrichstein, ki so ga ujeli uporniški kmetje leta 1525 in knezonadškof Wolf Dietrich Raitenau, ki je leta 1617 umrl po šestih letih zapora.
Leta 1931 je na gradu izbruhnil smrdeč požar, ki je skoraj v celoti uničil velike dele vzhodnega krila, južnega krila s stolpom kapele in tudi severno krilo. Deli inventarja in zvonik z velikim zvonom - Burgahnl - bi lahko rešili, vendar je bila škoda precejšnja. Nadvojvoda Evgen je moral za obnovo gradu prodati velike dele svojih zbirk.
Leta 1938 je bil grad prodan Salzburški Reichsgau. Po drugi svetovni vojni je bil do leta 1987 uporabljen kot vadbeni tabor avstrijske žandarmerije,  od leta 1987 pa je odprt za javnost.
Trenutno bastijon deluje kot muzej. Med številnimi zanimivostmi, ki jih nudi trdnjava, so vodeni ogledi, ki prikazujejo obsežno zbirko orožja, zgodovinski salzburški muzej sokolarstva in trdnjavska taverna. Zgodovinski sokolski center je posebna atrakcija, ki ponuja vsakodnevne demonstracije letenja z uporabo različnih plenilskih ptic, vključno z orli, sokoli, jastrebi in kragulji.

## Lastništvo
Nekdaj je grad pripadal avstrijski družini Habsburg. Posestvo je zdaj v lasti dežele Salzburg.

## Zanimivosti
- Burgahnl, kot se imenuje 4412 kg težek zvon v zvoniku trdnjave Hohenwerfen, je leta 1568 v Innsbrucku ulil Hans Christoph Löffler. Zvon še vedno zvoni ob velikih praznikih.
- Tudi ura, približno iz leta 1720 / 25, prvotno ura z vretenom, spremenjena v nihajno uro okoli leta 1900, obnovljena v letih 1987/88 in od takrat deluje
- Orožarna
- Temnica
- Viteški turnir, viteški obrok
- Muzej sokolarstva in predstavitev sokolarjenja

## V popularni kulturi
- V filmu iz leta 1968, Where Eagles Dare, je bil izmišljen grad Adler, ki ga je napadel angloameriški S.O.E. in O.S.S. skupina padalcev med drugo svetovno vojno.
- Grad je bil uporabljen tudi kot lokacija za film Just Married z Ashtonom Kutcherjem in Brittany Murphy leta 2003, kjer je služil kot francoski hotel.
- V tretji sezoni televizijske oddaje Angel se je grajska zunanjost prikazala kot samostan na Šrilanki. Glavni lik se je tja umaknil, da bi žaloval, ko je izvedel za smrt Buffy Summers.
- Nekateri deli fantazijske mini serije The 10th kingdom so posneli tudi v grajskem kompleksu.
- V epizodi  The Legend of Das Geisterschloss v ameriški TV-seriji Scarecrow and Mrs. King je služil kot preganjan grad.
- V originalni seriji Amazon Video The Man in the High Castle (2015) je bil grad uporabljen kot sedež Führerja.
- Grad je mogoče videti v ozadju piknik prizora ob pesmi Do-Re-Mi v filmu Moje pesmi, moje sanje z Julie Andrews, ki je bil posnet na pobočju nad vasjo Werfen[3].
- V videoigri Call of Duty: Black Ops III je zemljevid zombijev Der Eisendrache zasnovan na gradu Hohenwerfen.
- V britanski otroški seriji T. Bag Bag Bounce Back iz leta 1987 je grad upodobil scensko poslikano ozadje. Čeprav o gradu nikoli niso govorili poimensko, in so bili prizori povsem izmišljeni, je služil kot dom nekaterim glavnim junakom v seriji.